# Formule 1 in 2017

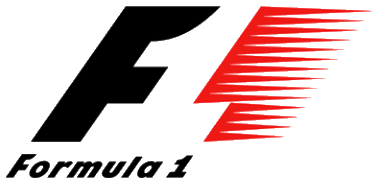
Formule 1 logo

Het Formule 1-seizoen 2017 was het 68ste Formule 1-seizoen. "Formule 1", officieel het "FIA Formula One World Championship", is de hoogste klasse in de autosport zoals is bepaald door de Fédération Internationale de l'Automobile. Het seizoen startte op 26 maart en eindigde op 26 november na twintig races.
Nico Rosberg was de regerend wereldkampioen bij de coureurs, maar op 2 december 2016 maakte hij bekend dat hij per direct zijn Formule 1-carrière zou beëindigen. Mercedes was de regerend wereldkampioen bij de constructeurs en prolongeerde deze na afloop van de Grand Prix van de Verenigde Staten. Lewis Hamilton behaalde in de daaropvolgende race in Mexico zijn vierde wereldtitel in de Formule 1.

## Algemeen

### Technisch reglement
- Het technische reglement werd grondig veranderd in de aanloop naar het nieuwe seizoen. Het doel van die aanpassingen was om de rondetijden vier tot vijf seconden te reduceren ten opzichte van die in 2016. Een kort overzicht van deze aanpassingen:
  - De totale breedte van de wagen werd vergroot tot 2000 mm.
  - De breedte van het chassis mag maximaal 1600 mm zijn.
  - De voorvleugel werd verbreed tot 1800 mm.
  - De achtervleugel werd verlaagd met 150 mm en verplaatst naar achter met 200 mm.
  - Het minimumgewicht van de wagen, rijder inclusief werd met 26 kg verhoogd tot 728 kg, teams werden ook toegelaten 105 kg brandstof te gebruiken ten gevolge van dat extra gewicht.
  - De breedte van de banden werd met ongeveer 25% vergroot om de wagens van meer mechanische grip te voorzien.
  - De achterste diffuser werd groter en langer, om zo meer downforce te creëren.
  - De uiterste randen van de barge boards werd naar voor geplaatst om de teams meer vrijheid te geven inzake aerodynamica.
- De prijs van de power unit werd gereduceerd tot €1 miljoen, in 2018 volgt een verdere reductie
- Teams mogen maximaal 4 power units gebruiken, ongeacht het aantal wedstrijden. Tot 2016 mochten teams 5 power units gebruiken indien er meer dan 20 wedstrijden waren per seizoen.
- Ten gevolge van de aanpassingen hadden vele teams een zogenaamde "T-wing" aangebracht, een T-vormige vleugel geplaatst boven en voor de achtervleugel om meer downforce te creëren. Tijdens de pre-seizoenstest werd opgemerkt dat veel van deze vleugels vibreerden tijdens het rijden. Dit zorgde voor twijfel aangezien bewegende onderdelen die bijdragen aan de aerodynamica verboden zijn (uitgezonderd DRS).

## Kalender

Landen die in 2017 een Grand Prix organiseerden zijn getoond in het groen, voormalige organiserende landen zijn getoond in het donkergrijs.

De voorlopige kalender werd op 28 september 2016 bekendgemaakt en telde 21 races. Op 30 november 2016 werd de definitieve kalender bekendgemaakt, waarin diverse wijzigingen zijn aangebracht, wat resulteerde in een seizoen met 20 races.
| GP nr. | Ronde | Grand Prix                 | Circuit                            | Plaats            | Datum        |
| ------ | ----- | -------------------------- | ---------------------------------- | ----------------- | ------------ |
| 957    | 1     | GP van Australië           | Albert Park Street Circuit         | Melbourne         | 26 maart     |
| 958    | 2     | GP van China               | Shanghai International Circuit     | Jiading           | 9 april      |
| 959    | 3     | GP van Bahrein             | Bahrain International Circuit      | Sakhir            | 16 april     |
| 960    | 4     | GP van Rusland             | Sochi Autodrom                     | Sotsji            | 30 april     |
| 961    | 5     | GP van Spanje              | Circuit de Barcelona-Catalunya     | Montmeló          | 14 mei       |
| 962    | 6     | GP van Monaco              | Circuit de Monaco                  | Monte Carlo       | 28 mei       |
| 963    | 7     | GP van Canada              | Circuit Gilles Villeneuve          | Montreal (Quebec) | 11 juni      |
| 964    | 8     | GP van Azerbeidzjan        | Baku City Circuit                  | Bakoe             | 25 juni      |
| 965    | 9     | GP van Oostenrijk          | Red Bull Ring                      | Spielberg         | 9 juli       |
| 966    | 10    | GP van Groot-Brittannië    | Silverstone Circuit                | Silverstone       | 16 juli      |
| 967    | 11    | GP van Hongarije           | Hungaroring                        | Mogyoród          | 30 juli      |
| 968    | 12    | GP van België              | Circuit Spa-Francorchamps          | Stavelot          | 27 augustus  |
| 969    | 13    | GP van Italië              | Autodromo Nazionale Monza          | Monza             | 3 september  |
| 970    | 14    | GP van Singapore           | Marina Bay Street Circuit          | Singapore         | 17 september |
| 971    | 15    | GP van Maleisië            | Sepang International Circuit       | Sepang            | 1 oktober    |
| 972    | 16    | GP van Japan               | Suzuka International Racing Course | Suzuka            | 8 oktober    |
| 973    | 17    | GP van de Verenigde Staten | Circuit of the Americas            | Austin (Texas)    | 22 oktober   |
| 974    | 18    | GP van Mexico              | Autódromo Hermanos Rodríguez       | Mexico-Stad       | 29 oktober   |
| 975    | 19    | GP van Brazilië            | Autódromo José Carlos Pace         | São Paulo         | 12 november  |
| 976    | 20    | GP van Abu Dhabi           | Yas Marina Circuit                 | Yas               | 26 november  |

### Kalenderwijzigingen in 2017
- De Grand Prix van Europa, die in 2016 al in Azerbeidzjan werd verreden, Is vanaf 2017 officieel van naam veranderd in Grand Prix Formule 1 van Azerbeidzjan. De datum van deze wedstrijd werd ook gewijzigd om overlap met de 24 uur van Le Mans te vermijden.
- De Grand Prix van China en de Grand Prix van Bahrein wisselden van plaats op de kalender.

### Afgelast
De Grand Prix van Duitsland werd in november 2016 afgelast. De eigenaren van het circuit wilden niet elk jaar een race organiseren (vanwege de financiën), een Grand Prix om en om op de Hockenheimring en de Nürburgring gebeurde niet meer.
| Ronde | Grand Prix       | Circuit        | Plaats     | Originele datum |
| ----- | ---------------- | -------------- | ---------- | --------------- |
| 11    | GP van Duitsland | Hockenheimring | Hockenheim | 30 juli         |

## Ingeschreven teams en coureurs
De volgende teams en coureurs namen deel aan het FIA Wereldkampioenschap F1 2017. Alle teams reden met banden geleverd door Pirelli.
| Inschrijving                     | Constructeur         | Chassis          | Motor                         | Nr. | Coureur            | Ronde        | Nr. | Coureur vrije training | Ronde                 |
| -------------------------------- | -------------------- | ---------------- | ----------------------------- | --- | ------------------ | ------------ | --- | ---------------------- | --------------------- |
| Scuderia Ferrari                 | Ferrari              | SF70H            | Ferrari 062                   | 5   | Sebastian Vettel   | Alle         |     |                        |                       |
| Scuderia Ferrari                 | Ferrari              | SF70H            | Ferrari 062                   | 7   | Kimi Räikkönen     | Alle         |     |                        |                       |
| Sahara Force India F1 Team       | Force India-Mercedes | VJM10            | Mercedes-AMG F1 M08 EQ Power+ | 11  | Sergio Pérez       | Alle         | 34  | Alfonso Celis Jr.      | 9, 11, 18             |
| Sahara Force India F1 Team       | Force India-Mercedes | VJM10            | Mercedes-AMG F1 M08 EQ Power+ | 31  | Esteban Ocon       | Alle         | 35  | George Russell         | 19, 20                |
| Haas F1 Team                     | Haas-Ferrari         | VF-17            | Ferrari 062                   | 8   | Romain Grosjean    | Alle         | 50  | Antonio Giovinazzi     | 10, 11, 14, 15, 18–20 |
| Haas F1 Team                     | Haas-Ferrari         | VF-17            | Ferrari 062                   | 20  | Kevin Magnussen    | Alle         | 50  | Antonio Giovinazzi     | 10, 11, 14, 15, 18–20 |
| McLaren Honda Formula 1 Team     | McLaren-Honda        | MCL32            | Honda RA617H                  | 2   | Stoffel Vandoorne  | Alle         |     |                        |                       |
| McLaren Honda Formula 1 Team     | McLaren-Honda        | MCL32            | Honda RA617H                  | 14  | Fernando Alonso    | 1–5, 7–20    |     |                        |                       |
| McLaren Honda Formula 1 Team     | McLaren-Honda        | MCL32            | Honda RA617H                  | 22  | Jenson Button      | 6            |     |                        |                       |
| Mercedes AMG Petronas Motorsport | Mercedes             | F1 W08 EQ Power+ | Mercedes-AMG F1 M08 EQ Power+ | 44  | Lewis Hamilton     | Alle         |     |                        |                       |
| Mercedes AMG Petronas Motorsport | Mercedes             | F1 W08 EQ Power+ | Mercedes-AMG F1 M08 EQ Power+ | 77  | Valtteri Bottas    | Alle         |     |                        |                       |
| Red Bull Racing                  | Red Bull-TAG Heuer   | RB13             | TAG Heuer F1-2017             | 3   | Daniel Ricciardo   | Alle         |     |                        |                       |
| Red Bull Racing                  | Red Bull-TAG Heuer   | RB13             | TAG Heuer F1-2017             | 33  | Max Verstappen     | Alle         |     |                        |                       |
| Renault Sport Formula One Team   | Renault              | R.S.17           | Renault R.E.17                | 27  | Nico Hülkenberg    | Alle         | 46  | Sergej Sirotkin        | 4, 5, 9, 15           |
| Renault Sport Formula One Team   | Renault              | R.S.17           | Renault R.E.17                | 30  | Jolyon Palmer      | 1–16         | 46  | Sergej Sirotkin        | 4, 5, 9, 15           |
| Renault Sport Formula One Team   | Renault              | R.S.17           | Renault R.E.17                | 55  | Carlos Sainz jr.   | 17–20        | 46  | Sergej Sirotkin        | 4, 5, 9, 15           |
| Sauber F1 Team                   | Sauber-Ferrari       | C36              | Ferrari 061                   | 9   | Marcus Ericsson    | Alle         | 37  | Charles Leclerc        | 15, 17–19             |
| Sauber F1 Team                   | Sauber-Ferrari       | C36              | Ferrari 061                   | 36  | Antonio Giovinazzi | 1–2          | 37  | Charles Leclerc        | 15, 17–19             |
| Sauber F1 Team                   | Sauber-Ferrari       | C36              | Ferrari 061                   | 94  | Pascal Wehrlein    | 1, 3–20      | 37  | Charles Leclerc        | 15, 17–19             |
| Scuderia Toro Rosso              | Toro Rosso           | STR12            | Renault                       | 26  | Daniil Kvjat       | 1–14, 17     | 38  | Sean Gelael            | 14, 15, 17, 18        |
| Scuderia Toro Rosso              | Toro Rosso           | STR12            | Renault                       | 10  | Pierre Gasly       | 15–16, 18–20 | 38  | Sean Gelael            | 14, 15, 17, 18        |
| Scuderia Toro Rosso              | Toro Rosso           | STR12            | Renault                       | 39  | Brendon Hartley    | 17           | 38  | Sean Gelael            | 14, 15, 17, 18        |
| Scuderia Toro Rosso              | Toro Rosso           | STR12            | Renault                       | 55  | Carlos Sainz jr.   | 1–16         | 38  | Sean Gelael            | 14, 15, 17, 18        |
| Scuderia Toro Rosso              | Toro Rosso           | STR12            | Renault                       | 28  | Brendon Hartley    | 18–20        | 38  | Sean Gelael            | 14, 15, 17, 18        |
| Williams Martini Racing          | Williams-Mercedes    | FW40             | Mercedes-AMG F1 M08 EQ Power+ | 18  | Lance Stroll       | Alle         |     |                        |                       |
| Williams Martini Racing          | Williams-Mercedes    | FW40             | Mercedes-AMG F1 M08 EQ Power+ | 19  | Felipe Massa       | Alle         |     |                        |                       |
| Williams Martini Racing          | Williams-Mercedes    | FW40             | Mercedes-AMG F1 M08 EQ Power+ | 40  | Paul di Resta      | 11           |     |                        |                       |

1. ↑  Red Bull gebruikt de Renault R.S.17 motor, maar voor sponsordoeleinden wordt deze motor aangeduid als "TAG Heuer"
2. ↑  Pascal Wehrlein schreef zich in voor de Grand Prix van Australië, maar trok zich terug na de vrije trainingen op vrijdag.[26]
3. ↑  Felipe Massa schreef zich in voor de Grand Prix van Hongarije, maar trok zich voorafgaand aan de kwalificatie terug.[35]

### Veranderingen bij de teams in 2017
- Toro Rosso keert terug naar de Renault-motor, nadat het in 2016 met een Ferrari-motor reed. In 2014 en 2015 reed het team ook met Renault-motoren, maar vanwege een moeilijke relatie tussen het moederteam Red Bull en Renault moest het team noodgedwongen voor een andere leverancier kiezen.[36]
- Sauber rijdt met een Ferrari-powerunit uit 2016.[37]
- In januari 2017 werd bekend dat het Manor F1 Team in financiële problemen was gekomen en onder curatele werd gesteld, deelname aan het seizoen 2017 werd hierdoor erg onzeker.[38] Op 27 januari 2017 werd bevestigd dat het team niet zal deelnemen aan het seizoen 2017.[39]

### Veranderingen bij de coureurs in 2017

#### Van team / functie veranderd
- Valtteri Bottas: Williams-Mercedes → Mercedes[19]
- Nico Hülkenberg: Force India-Mercedes → Renault[22]
- Kevin Magnussen: Renault → Haas-Ferrari[13]
- Esteban Ocon: MRT-Mercedes → Force India-Mercedes[11]
- Pascal Wehrlein: Manor F1 Team → Sauber-Ferrari[27]
- Jenson Button: McLaren-Honda → McLaren-Honda (reservecoureur)[15]

#### Nieuw / teruggekeerd in de Formule 1
- Lance Stroll: Europees Formule 3-kampioenschap (Prema Powerteam) → Williams-Mercedes[33]
- Stoffel Vandoorne: Super Formula (Docomo Team Dandelion Racing) → McLaren-Honda[15]

#### Uit de Formule 1
- Esteban Gutiérrez: Haas-Ferrari → Formule E (Techeetah)[40]
- Rio Haryanto: MRT-Mercedes → Geen contract voor 2017[41]
- Felipe Nasr: Sauber-Ferrari → Geen contract voor 2017[27]
- Nico Rosberg: Mercedes → vooralsnog gestopt en tot op heden geen plannen voor een vervolg van zijn carrière[2]

#### Tijdens het seizoen
- Sauber-coureur Pascal Wehrlein had voor aanvang van de eerste Grand Prix in Australië aangegeven dat hij nog te veel last had van een blessure die hij opliep door een ongeluk tijdens de Race of Champions in januari. Hierdoor miste hij de race en werd hij vervangen door Antonio Giovinazzi.[26] In de Grand Prix van China werd hij opnieuw vervangen door Giovinazzi, maar in de derde race in Bahrein keert hij weer terug.
- McLaren-coureur Fernando Alonso miste de Grand Prix van Monaco en nam in plaats hiervan deel aan de Indianapolis 500.[42] Jenson Button was de vervanger van Alonso.[16]
- Williams-coureur Felipe Massa werd tijdens de tweede vrije training van de Grand Prix van Hongarije ziek, maar reed nog de derde vrije training. Hij bleek nog te ziek te zijn en werd voor de rest van het weekeinde vervangen door Paul di Resta.[35]
- Toro Rosso-coureur Daniil Kvjat werd voorafgaand aan de Grand Prix van Maleisië vervangen door Pierre Gasly voor de "komende races".[29]
- Renault-coureur Jolyon Palmer werd vanaf de Grand Prix van de Verenigde Staten vervangen door Carlos Sainz jr.[24]
- Daniil Kvjat keerde in de Grand Prix van de Verenigde Staten tijdelijk terug naar Toro Rosso om Carlos Sainz jr. te vervangen, maar werd na één race definitief vervangen door Pierre Gasly.
- Pierre Gasly werd in de Grand Prix van de Verenigde Staten vervangen door Brendon Hartley vanwege zijn verplichtingen in de Super Formula.[30]
- Brendon Hartley nam vanaf de Grand Prix van Mexico de originele plek van Carlos Sainz jr. over bij Toro Rosso na diens vertrek naar Renault

## Resultaten en klassement

### Grands Prix
| Ronde | Grand Prix                 | Poleposition     | Snelste ronde    | Winnende coureur | Winnende constructeur | Verslag |
| ----- | -------------------------- | ---------------- | ---------------- | ---------------- | --------------------- | ------- |
| 1     | GP van Australië           | Lewis Hamilton   | Kimi Räikkönen   | Sebastian Vettel | Ferrari               | Verslag |
| 2     | GP van China               | Lewis Hamilton   | Lewis Hamilton   | Lewis Hamilton   | Mercedes              | Verslag |
| 3     | GP van Bahrein             | Valtteri Bottas  | Lewis Hamilton   | Sebastian Vettel | Ferrari               | Verslag |
| 4     | GP van Rusland             | Sebastian Vettel | Kimi Räikkönen   | Valtteri Bottas  | Mercedes              | Verslag |
| 5     | GP van Spanje              | Lewis Hamilton   | Lewis Hamilton   | Lewis Hamilton   | Mercedes              | Verslag |
| 6     | GP van Monaco              | Kimi Räikkönen   | Sergio Pérez     | Sebastian Vettel | Ferrari               | Verslag |
| 7     | GP van Canada              | Lewis Hamilton   | Lewis Hamilton   | Lewis Hamilton   | Mercedes              | Verslag |
| 8     | GP van Azerbeidzjan        | Lewis Hamilton   | Sebastian Vettel | Daniel Ricciardo | Red Bull-TAG Heuer    | Verslag |
| 9     | GP van Oostenrijk          | Valtteri Bottas  | Lewis Hamilton   | Valtteri Bottas  | Mercedes              | Verslag |
| 10    | GP van Groot-Brittannië    | Lewis Hamilton   | Lewis Hamilton   | Lewis Hamilton   | Mercedes              | Verslag |
| 11    | GP van Hongarije           | Sebastian Vettel | Fernando Alonso  | Sebastian Vettel | Ferrari               | Verslag |
| 12    | GP van België              | Lewis Hamilton   | Sebastian Vettel | Lewis Hamilton   | Mercedes              | Verslag |
| 13    | GP van Italië              | Lewis Hamilton   | Daniel Ricciardo | Lewis Hamilton   | Mercedes              | Verslag |
| 14    | GP van Singapore           | Sebastian Vettel | Lewis Hamilton   | Lewis Hamilton   | Mercedes              | Verslag |
| 15    | GP van Maleisië            | Lewis Hamilton   | Sebastian Vettel | Max Verstappen   | Red Bull-TAG Heuer    | Verslag |
| 16    | GP van Japan               | Lewis Hamilton   | Valtteri Bottas  | Lewis Hamilton   | Mercedes              | Verslag |
| 17    | GP van de Verenigde Staten | Lewis Hamilton   | Sebastian Vettel | Lewis Hamilton   | Mercedes              | Verslag |
| 18    | GP van Mexico              | Sebastian Vettel | Sebastian Vettel | Max Verstappen   | Red Bull-TAG Heuer    | Verslag |
| 19    | GP van Brazilië            | Valtteri Bottas  | Max Verstappen   | Sebastian Vettel | Ferrari               | Verslag |
| 20    | GP van Abu Dhabi           | Valtteri Bottas  | Valtteri Bottas  | Valtteri Bottas  | Mercedes              | Verslag |

### Puntentelling
Punten werden toegekend aan de top tien geklasseerde coureurs.
| Positie | 01e0 | 02e0 | 03e0 | 04e0 | 05e0 | 06e0 | 07e0 | 08e0 | 09e0 | 010e0 |
| Punten  | 25   | 18   | 15   | 12   | 10   | 8    | 6    | 4    | 2    | 1     |

### Klassement bij de coureurs
| Pos. | Nr. | Coureur            | Grands Prix | Grands Prix | Grands Prix | Grands Prix | Grands Prix | Grands Prix | Grands Prix | Grands Prix | Grands Prix | Grands Prix | Grands Prix | Grands Prix | Grands Prix | Grands Prix | Grands Prix | Grands Prix | Grands Prix | Grands Prix | Grands Prix | Grands Prix | Punten |
| Pos. | Nr. | Coureur            | AUS         | CHN         | BHR         | RUS         | SPA         | MON         | CAN         | AZE         | OOS         | GBR         | HON         | BEL         | ITA         | SIN         | MAL         | JPN         | VST         | MEX         | BRA         | ABU         | Punten |
| ---- | --- | ------------------ | ----------- | ----------- | ----------- | ----------- | ----------- | ----------- | ----------- | ----------- | ----------- | ----------- | ----------- | ----------- | ----------- | ----------- | ----------- | ----------- | ----------- | ----------- | ----------- | ----------- | ------ |
| 1    | 44  | Lewis Hamilton     | 2P          | 1PS         | 2S          | 4           | 1PS         | 7           | 1PS         | 5P          | 4S          | 1PS         | 4           | 1P          | 1P          | 1S          | 2P          | 1P          | 1P          | 9           | 4           | 2           | 363    |
| 2    | 5   | Sebastian Vettel   | 1           | 2           | 1           | 2P          | 2           | 1           | 4           | 4S          | 2           | 7           | 1P          | 2S          | 3           | DNFP        | 4S          | DNF         | 2S          | 4PS         | 1           | 3           | 317    |
| 3    | 77  | Valtteri Bottas    | 3           | 6           | 3P          | 1           | DNF         | 4           | 2           | 2           | 1P          | 2           | 3           | 5           | 2           | 3           | 5           | 4S          | 5           | 2           | 2P          | 1PS         | 305    |
| 4    | 7   | Kimi Räikkönen     | 4S          | 5           | 4           | 3S          | DNF         | 2P          | 7           | 14†         | 5           | 3           | 2           | 4           | 5           | DNF         | DNS         | 5           | 3           | 3           | 3           | 4           | 205    |
| 5    | 3   | Daniel Ricciardo   | DNF         | 4           | 5           | DNF         | 3           | 3           | 3           | 1           | 3           | 5           | DNF         | 3           | 4S          | 2           | 3           | 3           | DNF         | DNF         | 6           | DNF         | 200    |
| 6    | 33  | Max Verstappen     | 5           | 3           | DNF         | 5           | DNF         | 5           | DNF         | DNF         | DNF         | 4           | 5           | DNF         | 10          | DNF         | 1           | 2           | 4           | 1           | 5S          | 5           | 168    |
| 7    | 11  | Sergio Pérez       | 7           | 9           | 7           | 6           | 4           | 13S         | 5           | DNF         | 7           | 9           | 8           | 17†         | 9           | 5           | 6           | 7           | 8           | 7           | 9           | 7           | 100    |
| 8    | 31  | Esteban Ocon       | 10          | 10          | 10          | 7           | 5           | 12          | 6           | 6           | 8           | 8           | 9           | 9           | 6           | 10          | 10          | 6           | 6           | 5           | DNF         | 8           | 87     |
| 9    | 55  | Carlos Sainz jr.   | 8           | 7           | DNF         | 10          | 7           | 6           | DNF         | 8           | DNF         | DNF         | 7           | 10          | 14          | 4           | DNF         | DNF         | 7           | DNF         | 11          | DNF         | 54     |
| 10   | 27  | Nico Hülkenberg    | 11          | 12          | 9           | 8           | 6           | DNF         | 8           | DNF         | 13          | 6           | 17†         | 6           | 13          | DNF         | 16          | DNF         | DNF         | DNF         | 10          | 6           | 43     |
| 11   | 19  | Felipe Massa       | 6           | 14          | 6           | 9           | 13          | 9           | DNF         | DNF         | 9           | 10          | WD          | 8           | 8           | 11          | 9           | 10          | 9           | 11          | 7           | 10          | 43     |
| 12   | 18  | Lance Stroll       | DNF         | DNF         | DNF         | 11          | 16          | 15†         | 9           | 3           | 10          | 16          | 14          | 11          | 7           | 8           | 8           | DNF         | 11          | 6           | 16          | 18          | 40     |
| 13   | 8   | Romain Grosjean    | DNF         | 11          | 8           | DNF         | 10          | 8           | 10          | 13          | 6           | 13          | DNF         | 7           | 15          | 9           | 13          | 9           | 14          | 15          | 15          | 11          | 28     |
| 14   | 20  | Kevin Magnussen    | DNF         | 8           | DNF         | 13          | 14          | 10          | 12          | 7           | DNF         | 12          | 13          | 15          | 11          | DNF         | 12          | 8           | 16          | 8           | DNF         | 13          | 19     |
| 15   | 14  | Fernando Alonso    | DNF         | DNF         | 14†         | DNS         | 12          |             | 16†         | 9           | DNF         | DNF         | 6S          | DNF         | 17†         | DNF         | 11          | 11          | DNF         | 10          | 8           | 9           | 17     |
| 16   | 2   | Stoffel Vandoorne  | 13          | DNF         | DNS         | 14          | DNF         | DNF         | 14          | 12          | 12          | 11          | 10          | 14          | DNF         | 7           | 7           | 14          | 12          | 12          | DNF         | 12          | 13     |
| 17   | 30  | Jolyon Palmer      | DNF         | 13          | 13          | DNF         | 15          | 11          | 11          | DNF         | 11          | DNS         | 12          | 13          | DNF         | 6           | 15          | 12          |             |             |             |             | 8      |
| 18   | 94  | Pascal Wehrlein    |             |             | 11          | 16          | 8           | DNF         | 15          | 10          | 14          | 17          | 15          | DNF         | 16          | 12          | 17          | 15          | DNF         | 14          | 14          | 14          | 5      |
| 19   | 26  | Daniil Kvjat       | 9           | DNF         | 12          | 12          | 9           | 14†         | DNF         | DNF         | 16          | 15          | 11          | 12          | 12          | DNF         |             |             | 10          |             |             |             | 5      |
| 20   | 9   | Marcus Ericsson    | DNF         | 15          | DNF         | 15          | 11          | DNF         | 13          | 11          | 15          | 14          | 16          | 16          | 18†         | DNF         | 18          | DNF         | 15          | DNF         | 13          | 17          | 0      |
| 21   | 10  | Pierre Gasly       |             |             |             |             |             |             |             |             |             |             |             |             |             |             | 14          | 13          |             | 13          | 12          | 16          | 0      |
| 22   | 36  | Antonio Giovinazzi | 12          | DNF         |             |             |             |             |             |             |             |             |             |             |             |             |             |             |             |             |             |             | 0      |
| 23   | 28  | Brendon Hartley    |             |             |             |             |             |             |             |             |             |             |             |             |             |             |             |             | 13          | DNF         | DNF         | 15          | 0      |
| -    | 22  | Jenson Button      |             |             |             |             |             | DNF         |             |             |             |             |             |             |             |             |             |             |             |             |             |             | 0      |
| -    | 40  | Paul di Resta      |             |             |             |             |             |             |             |             |             |             | DNF         |             |             |             |             |             |             |             |             |             | 0      |
| Pos. | Nr. | Coureur            | AUS         | CHN         | BHR         | RUS         | SPA         | MON         | CAN         | AZE         | OOS         | GBR         | HON         | BEL         | ITA         | SIN         | MAL         | JPN         | VST         | MEX         | BRA         | ABU         | Punten |
| Pos. | Nr. | Coureur            | Grands Prix |             |             |             |             |             |             |             |             |             |             |             |             |             |             |             |             |             |             |             | Punten |

| Resultaat                       |
| ------------------------------- |
| Winnaar                         |
| Tweede plaats                   |
| Derde plaats                    |
| Gefinisht (punten behaald)      |
| Gefinisht (geen punten behaald) |
| Niet geklasseerd (NC)           |
| Uitgevallen (DNF)               |
| Niet gekwalificeerd (DNQ)       |
| Gediskwalificeerd (DSQ)         |
| Niet gestart (DNS)              |
| Gewond (INJ)                    |
| Uitgesloten (EX)                |
| Teruggetrokken (WD)             |
| Niet deelgenomen (blanco cel)   |
| P Pole position                 |
| S Snelste ronde                 |

Opmerkingen:

† — Coureur is niet gefinisht in de GP, maar heeft wel 90% van de race-afstand afgelegd, waardoor hij als geklasseerd genoteerd staat.

### Klassement bij de constructeurs
| Pos. | Constructeur         | Nr. | Grands Prix | Grands Prix | Grands Prix | Grands Prix | Grands Prix | Grands Prix | Grands Prix | Grands Prix | Grands Prix | Grands Prix | Grands Prix | Grands Prix | Grands Prix | Grands Prix | Grands Prix | Grands Prix | Grands Prix | Grands Prix | Grands Prix | Grands Prix | Punten |
| Pos. | Constructeur         | Nr. | AUS         | CHN         | BHR         | RUS         | SPA         | MON         | CAN         | AZE         | OOS         | GBR         | HON         | BEL         | ITA         | SIN         | MAL         | JPN         | VST         | MEX         | BRA         | ABU         | Punten |
| ---- | -------------------- | --- | ----------- | ----------- | ----------- | ----------- | ----------- | ----------- | ----------- | ----------- | ----------- | ----------- | ----------- | ----------- | ----------- | ----------- | ----------- | ----------- | ----------- | ----------- | ----------- | ----------- | ------ |
| 1    | Mercedes             | 44  | 2P          | 1PS         | 2S          | 4           | 1PS         | 7           | 1PS         | 5P          | 4S          | 1PS         | 4           | 1P          | 1P          | 1S          | 2P          | 1P          | 1P          | 9           | 4           | 2           | 668    |
| 1    | Mercedes             | 77  | 3           | 6           | 3P          | 1           | DNF         | 4           | 2           | 2           | 1P          | 2           | 3           | 5           | 2           | 3           | 5           | 4S          | 5           | 2           | 2P          | 1PS         | 668    |
| 2    | Ferrari              | 5   | 1           | 2           | 1           | 2P          | 2           | 1           | 4           | 4S          | 2           | 7           | 1P          | 2S          | 3           | DNFP        | 4S          | DNF         | 2S          | 4PS         | 1           | 3           | 522    |
| 2    | Ferrari              | 7   | 4S          | 5           | 4           | 3S          | DNF         | 2P          | 7           | 14†         | 5           | 3           | 2           | 4           | 5           | DNF         | DNS         | 5           | 3           | 3           | 3           | 4           | 522    |
| 3    | Red Bull-TAG Heuer   | 3   | DNF         | 4           | 5           | DNF         | 3           | 3           | 3           | 1           | 3           | 5           | DNF         | 3           | 4S          | 2           | 3           | 3           | DNF         | DNF         | 6           | DNF         | 368    |
| 3    | Red Bull-TAG Heuer   | 33  | 5           | 3           | DNF         | 5           | DNF         | 5           | DNF         | DNF         | DNF         | 4           | 5           | DNF         | 10          | DNF         | 1           | 2           | 4           | 1           | 5S          | 5           | 368    |
| 4    | Force India-Mercedes | 11  | 7           | 9           | 7           | 6           | 4           | 13S         | 5           | DNF         | 7           | 9           | 8           | 17†         | 9           | 5           | 6           | 7           | 8           | 7           | 9           | 7           | 187    |
| 4    | Force India-Mercedes | 31  | 10          | 10          | 10          | 7           | 5           | 12          | 6           | 6           | 8           | 8           | 9           | 9           | 6           | 10          | 10          | 6           | 6           | 5           | DNF         | 8           | 187    |
| 5    | Williams-Mercedes    | 18  | DNF         | DNF         | DNF         | 11          | 16          | 15†         | 9           | 3           | 10          | 16          | 14          | 11          | 7           | 8           | 8           | DNF         | 11          | 6           | 16          | 18          | 83     |
| 5    | Williams-Mercedes    | 19  | 6           | 14          | 6           | 9           | 13          | 9           | DNF         | DNF         | 9           | 10          | WD          | 8           | 8           | 11          | 9           | 10          | 9           | 11          | 7           | 10          | 83     |
| 5    | Williams-Mercedes    | 40  |             |             |             |             |             |             |             |             |             |             | DNF         |             |             |             |             |             |             |             |             |             | 83     |
| 6    | Renault              | 27  | 11          | 12          | 9           | 8           | 6           | DNF         | 8           | DNF         | 13          | 6           | 17†         | 6           | 13          | DNF         | 16          | DNF         | DNF         | DNF         | 10          | 6           | 57     |
| 6    | Renault              | 30  | DNF         | 13          | 13          | DNF         | 15          | 11          | 11          | DNF         | 11          | DNS         | 12          | 13          | DNF         | 6           | 15          | 12          |             |             |             |             | 57     |
| 6    | Renault              | 55  |             |             |             |             |             |             |             |             |             |             |             |             |             |             |             |             | 7           | DNF         | 11          | DNF         | 57     |
| 7    | Toro Rosso-Renault   | 10  |             |             |             |             |             |             |             |             |             |             |             |             |             |             | 14          | 13          |             | 13          | 12          | 16          | 53     |
| 7    | Toro Rosso-Renault   | 26  | 9           | DNF         | 12          | 12          | 9           | 14†         | DNF         | DNF         | 16          | 15          | 11          | 12          | 12          | DNF         |             |             | 10          |             |             |             | 53     |
| 7    | Toro Rosso-Renault   | 28  |             |             |             |             |             |             |             |             |             |             |             |             |             |             |             |             |             | DNF         | DNF         | 15          | 53     |
| 7    | Toro Rosso-Renault   | 39  |             |             |             |             |             |             |             |             |             |             |             |             |             |             |             |             | 13          |             |             |             | 53     |
| 7    | Toro Rosso-Renault   | 55  | 8           | 7           | DNF         | 10          | 7           | 6           | DNF         | 8           | DNF         | DNF         | 7           | 10          | 14          | 4           | DNF         | DNF         |             |             |             |             | 53     |
| 8    | Haas-Ferrari         | 8   | DNF         | 11          | 8           | DNF         | 10          | 8           | 10          | 13          | 6           | 13          | DNF         | 7           | 15          | 9           | 13          | 9           | 14          | 15          | 15          | 11          | 47     |
| 8    | Haas-Ferrari         | 20  | DNF         | 8           | DNF         | 13          | 14          | 10          | 12          | 7           | DNF         | 12          | 13          | 15          | 11          | DNF         | 12          | 8           | 16          | 8           | DNF         | 13          | 47     |
| 9    | McLaren-Honda        | 2   | 13          | DNF         | DNS         | 14          | DNF         | DNF         | 14          | 12          | 12          | 11          | 10          | 14          | DNF         | 7           | 7           | 14          | 12          | 12          | DNF         | 12          | 30     |
| 9    | McLaren-Honda        | 14  | DNF         | DNF         | 14†         | DNS         | 12          |             | 16†         | 9           | DNF         | DNF         | 6S          | DNF         | 17†         | DNF         | 11          | 11          | DNF         | 10          | 8           | 9           | 30     |
| 9    | McLaren-Honda        | 22  |             |             |             |             |             | DNF         |             |             |             |             |             |             |             |             |             |             |             |             |             |             | 30     |
| 10   | Sauber-Ferrari       | 9   | DNF         | 15          | DNF         | 15          | 11          | DNF         | 13          | 11          | 15          | 14          | 16          | 16          | 18†         | DNF         | 18          | DNF         | 15          | DNF         | 13          | 17          | 5      |
| 10   | Sauber-Ferrari       | 36  | 12          | DNF         |             |             |             |             |             |             |             |             |             |             |             |             |             |             |             |             |             |             | 5      |
| 10   | Sauber-Ferrari       | 94  |             |             | 11          | 16          | 8           | DNF         | 15          | 10          | 14          | 17          | 15          | DNF         | 16          | 12          | 17          | 15          | DNF         | 14          | 14          | 14          | 5      |
| Pos. | Constructeur         | Nr. | AUS         | CHN         | BHR         | RUS         | SPA         | MON         | CAN         | AZE         | OOS         | GBR         | HON         | BEL         | ITA         | SIN         | MAL         | JPN         | VST         | MEX         | BRA         | ABU         | Punten |
| Pos. | Constructeur         | Nr. | Grands Prix |             |             |             |             |             |             |             |             |             |             |             |             |             |             |             |             |             |             |             | Punten |

| Resultaat                       |
| ------------------------------- |
| Winnaar                         |
| Tweede plaats                   |
| Derde plaats                    |
| Gefinisht (punten behaald)      |
| Gefinisht (geen punten behaald) |
| Niet geklasseerd (NC)           |
| Uitgevallen (DNF)               |
| Niet gekwalificeerd (DNQ)       |
| Gediskwalificeerd (DSQ)         |
| Niet gestart (DNS)              |
| Gewond (INJ)                    |
| Uitgesloten (EX)                |
| Teruggetrokken (WD)             |
| Niet deelgenomen (blanco cel)   |
| P Pole position                 |
| S Snelste ronde                 |

Opmerkingen:

† — Coureur is niet gefinisht in de GP, maar heeft wel 90% van de race-afstand afgelegd, waardoor hij als geklasseerd genoteerd staat.
1950 · 1951 · 1952 · 1953 · 1954 · 1955 · 1956 · 1957 · 1958 · 1959 · 1960 · 1961 · 1962 · 1963 · 1964 · 1965 · 1966 · 1967 · 1968 · 1969 · 1970 · 1971 · 1972 · 1973 · 1974 · 1975 · 1976 · 1977 · 1978 · 1979 · 1980 · 1981 · 1982 · 1983 · 1984 · 1985 · 1986 · 1987 · 1988 · 1989 · 1990 · 1991 · 1992 · 1993 · 1994 · 1995 · 1996 · 1997 · 1998 · 1999 · 2000 · 2001 · 2002 · 2003 · 2004 · 2005 · 2006 · 2007 · 2008 · 2009 · 2010 · 2011 · 2012 · 2013 · 2014 · 2015 · 2016 · 2017 · 2018 · 2019 · 2020 · 2021 · 2022 · 2023 · 2024 · 2025 · 2026 
 Lijst van Formule 1 Grand Prix-wedstrijden